# Ania Morton
Ania Morton (1980) è un'ex sciatrice alpina canadese.

## Biografia
La Morton, attiva dal novembre del 1995, esordì in Nor-Am Cup il 5 dicembre 1996 a Lake Louise in discesa libera (32ª); in Coppa del Mondo prese il via due volte, nella discesa libera e nel supergigante disputati nella medesima località il 27 e il 28 novembre 1999, classificandosi rispettivamente al 49º e al 56º posto. In Nor-Am Cup conquistò due podi, ancora a Lake Louise in discesa libera, nelle due gare disputate l'8 gennaio 2001 (una vittoria e un secondo posto) e prese per l'ultima volta il via il 18 marzo dello stesso anno a Snowbasin nella medesima specialità (33ª), ultima gara della sua carriera. Non prese parte a rassegne olimpiche o iridate.

## Palmarès

### Nor-Am Cup
- Miglior piazzamento in classifica generale: 14ª nel 2001
- 2 podi:
  - 1 vittoria
  - 1 secondo posto

#### Nor-Am Cup - vittorie
| Data           | Località    | Paese  | Specialità |
| -------------- | ----------- | ------ | ---------- |
| 8 gennaio 2001 | Lake Louise | Canada | DH         |

Legenda:

DH = discesa libera

### Campionati canadesi
- 1 medaglia:
  - 1 bronzo (discesa libera nel 1998)